# Internet en Turquie

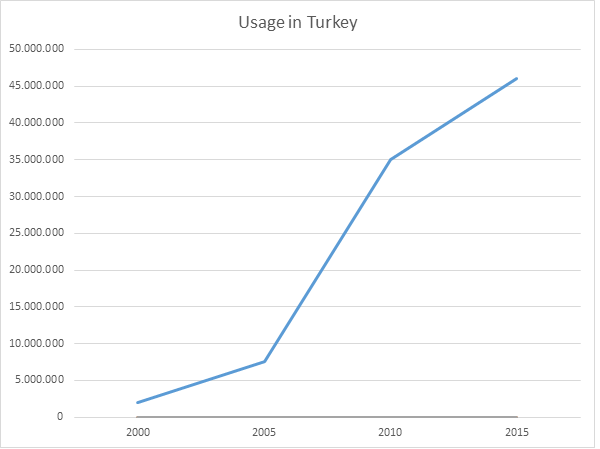
Évolution du nombre d'utilisateurs d'Internet en Turquie (2000-2015).

Internet en Turquie est utilisé en 2019 par environ 74 % de la population après une croissance extrêmement rapide depuis le début du XXIe siècle. L'état des infrastructures fait que les connexions domestiques sont plus rares que celles utilisant les accès professionnels ou les cybercafés. Les fournisseurs d'accès sont peu nombreux et les tarifs élevés. L'Internet en Turquie est fermement réglementé et fait l'objet d'une censure à des fins politiques.
Le domaine de premier niveau de la Turquie est « .tr ».

## Statistiques
Sur l'échelle de l'indice de développement des TIC, la Turquie se place en 2016 à la 70e place mondiale sur 175, et à la 38e place sur 40 en Europe.
|   | 2002 | 2003 | 2004 | 2005 | 2006 | 2007 | 2008 | 2009 | 2010 | 2011 | 2012 | 2013 | 2014 | 2015 | 2016 | 2017 | 2018 | 2019 |
| % | 11,4 | 12,3 | 14,6 | 15,5 | 18,2 | 28,6 | 34,4 | 36,4 | 39,8 | 43,1 | 45,1 | 46,3 | 51,0 | 53,7 | 58,3 | 64,7 | 71,0 | 74,0 |

## Fournisseurs d'accès
Bien que des essais aient débuté à l'Université de l'Égée en 1987, la première connexion à Internet en Turquie a été établie le 12 avril 1993,. Les premières connexions se faisaient par ligne commutée. Internet par le câble est disponible depuis 1998 et l'ADSL depuis 2001. La couverture d'Internet et de téléphonie mobile s'est accrue fortement depuis le début des années 2000.
La plupart des utilisateurs se connectent à Internet depuis leur université, leur lieu de travail ou dans des cybercafés. Une mauvaise infrastructure, surtout dans les régions de l'Est, et l'absence d'un approvisionnement en électricité stable ont rendu rare la possibilité d'avoir une connexion à Internet domestique dans certaines régions, notamment celles du Sud-Est du pays. Il reste des problèmes au niveau du nombre de connexions et de la régulation des flux de données. Le prix pour une connexion stable a en effet diminué, mais reste néanmoins trop élevé pour une grande partie de la population.
Il y a environ 150 fournisseurs d'accès à Internet en Turquie. C'est dans ce contexte que l'entreprise Türk Telekom, financée par l'État, fournit 81 % des connexions à Internet grâce à son fournisseur d'accès TTNET. À la fin de la décennie 2010, son service ADSL 2+ est le plus largement utilisé, offrant des vitesses de connexion de 8 Mbit/s à 24 Mbit/s. Elle fournit également un service VDSL2 à des vitesses de 25 Mbit/s à 100 Mbit/s. Il y a d'autres compagnies mettant à disposition un service à haut débit, telles que SmileADSL et Biri, qui utilisent encore majoritairement l'infrastructure de TTNET. Superonline propose Internet par la fibre sur une zone restreinte à douze villes, bien que l'entreprise croisse à un bon rythme. Elle propose actuellement des vitesses jusqu'à 1 000 Mbit/s. De plus, une couverture Internet par le câble, relativement étendue mais pas universelle, est maintenue par UyduNET et offre des vitesses de 10 Mbit/s à 100 Mbit/s.
En mars 2012, TTNet et Superonline, qui assurent une grande partie de l'accès à Internet à haut débit, ont commencé à appliquer des politiques « d'utilisation équitable » (connu en turc sous les abréviations AKK, Adil Kullanım Kotası et AKN, Adil Kullanım Noktası), qui restreignent fortement les quotas alloués de téléchargement et de téléversement. La plupart des comptes sont autorisés à télécharger 50 GB et à téléverser 10 GB, après quoi, la bande passante est réduite d'un facteur dix, jusqu'à moins de 3 Mbit/s. Certains utilisateurs ont signalé que leur débit d'accès était réduit pendant six jours par mois. Les deux entreprises ont été sévèrement critiquées à cause de ces mesures.
Le monopole de TTNET et le tarif jugé excessif ont fait l'objet de nombreuses critiques par les utilisateurs.

## Utilisation
Selon TÜSİAD, la Turquie compte 36 millions d'utilisateurs actifs d'Internet dont 10 millions utilisent activement les services de commerce en ligne. Le taux d'utilisation des cartes bancaires est très élevé en Turquie. Toutefois, le développement de systèmes de paiement alternatifs sera très utile pour, à la fois, faciliter les transactions des consommateurs possédant une carte bancaire et pour familiariser au commerce en ligne ceux qui n'en disposent pas.
La Turquie a appliqué des politiques protectionnistes pour stimuler l'industrie locale des technologies d'Internet et pour appliquer sa réglementation sur la conservation des données : en 2016, le portail de paiement PayPal a été contraint de cesser la plupart de ses activités dans le pays. En janvier 2017, le gouvernement a dévoilé ses plans pour le développement d'un moteur de recherche national et d'un service de messagerie web. Le monde de l'entreprenariat Internet en Turquie, aussi appelé le « bosphore digital », s'est concrétisé sous plusieurs formes. Les trois plus grandes entreprises du secteur sont Yemeksepeti, Gittigidiyor et Markafoni. Selon Sina Afra, le potentiel du marché Internet turc est plus grand que celui de nombreux autres pays européens.

## Contrôle

### Loi 5651
La loi 5651 a pour mission de protéger le grand public de la cybercriminalité. Elle a été rédigée en mai 2007 et a pris effet en 2008.
« 5651 sayılı İnternet Ortamında Yapılan Yayınların Düzenlenmesi ve Bu Yaynlar Yoluyla İşlenen Suçlarla Mücadele Edilmesi Hakkında Kanun. »
— Intitulé de la loi 5651

« Loi no 5651 sur la réglementation des émissions via Internet et la prévention des crimes commis par le biais de telles émissions »
En 2011, l'autorité de régulation de la communication et des technologies (BTK, Bilgi Teknolojileri ve İletişim Kurumu) a annulé un programme de filtrage national, qui devait protéger la population de contenus jugés dangereux. Il ne filtrait pourtant pas la propagande terroriste.

### Sous Erdoğan
Au mois de mai de l'année 2013, un mouvement de protestation, devenu l'un des plus grands mouvements de ce type en Turquie, a commencé dans le parc Gezi à Istanbul. La police a utilisé des gaz lacrymogènes. La protestation a aussi montré la complexité des médias traditionnels turcs[pas clair], qui ne paraissent pas neutres aux yeux des citoyens turcs. Ces derniers ont aidé à faire émerger des sites comme YouTube, Twitter et Facebook comme sources d'informations indépendantes. Le président Erdoğan a désigné les réseaux sociaux comme étant la « pire menace pour la société ». À la suite de cela, de nombreuses personnes ont été placées en détention sous le motif de communications et de recherches illégales.
En 2019, une nouvelle loi visant à « la protection de la sécurité nationale et de l’ordre moral » oblige les plateformes de vidéos, ainsi que les chaînes de télévision et les radios qui diffusent sur internet à obtenir une licence et à ouvrir des bureaux en Turquie. Cette licence, d’un coût de 17 000 dollars, doit être délivrée par les autorités après une analyse des contenus diffusés, et pourra être révoquée si les autorités estiment que certains contenus ne sont pas conformes à la loi.

## Censure
La censure d'Internet est la méthode privilégiée en Turquie pour empêcher les critiques et l'opposition d'avoir un impact. Plus de 7 000 sites internet sont bloqués en Turquie en 2011, en février 2012, 10 000sites étaient verrouillés, en avril 2013, 29 000sites, en 2014, 40 000 et en mai 2015, plus de 80 000sites étaient bloqués. Le site YouTube a été bloqué pendant près de trois ans entre mai 2008 et 2010.
Des sites tels que Facebook, Twitter et YouTube, mais aussi des blogs internationaux ont été rendus inaccessibles jusqu'à maintenant. En janvier 2015, les forces de l'ordre turques ont menacé Twitter de fermer complètement le site, quand ils ont refusé de fermer le compte du journal de gauche BirGün (en), qui a signalé l'existence de transferts d'armes menés en zone de guerre syrienne via les services secrets turcs. Twitter a réagi en supprimant le compte du journal et les comptes qui ont partagé cet article.
Parmi les cas connus, celui du pianiste et compositeur Fazıl Say, condamné à 10 mois de prison avec sursis à cause de tweets critiques envers l'islam jugés blasphématoires. Un utilisateur a été détenu pendant pratiquement 10 ans pour la diffusion de propagande terroriste sur Facebook. En juillet 2015, cinq blogs politiques pro-kurdes ont été bloqués sur la plateforme de blogging Wordpress.com. À la fin du mois d'avril 2017, l'encyclopédie en ligne Wikipédia est, elle aussi, rendue inaccessible.